# Blohm & Voss Ha 139
Dimensions
Le Blohm & Voss Ha 139 est un hydravion à flotteurs quadrimoteur qui était prévu pour le transport transatlantique de fret ou de passagers. Trois appareils furent construits. Le premier fut livré à l'été 1937 et le dernier fin 1938.

## Origine

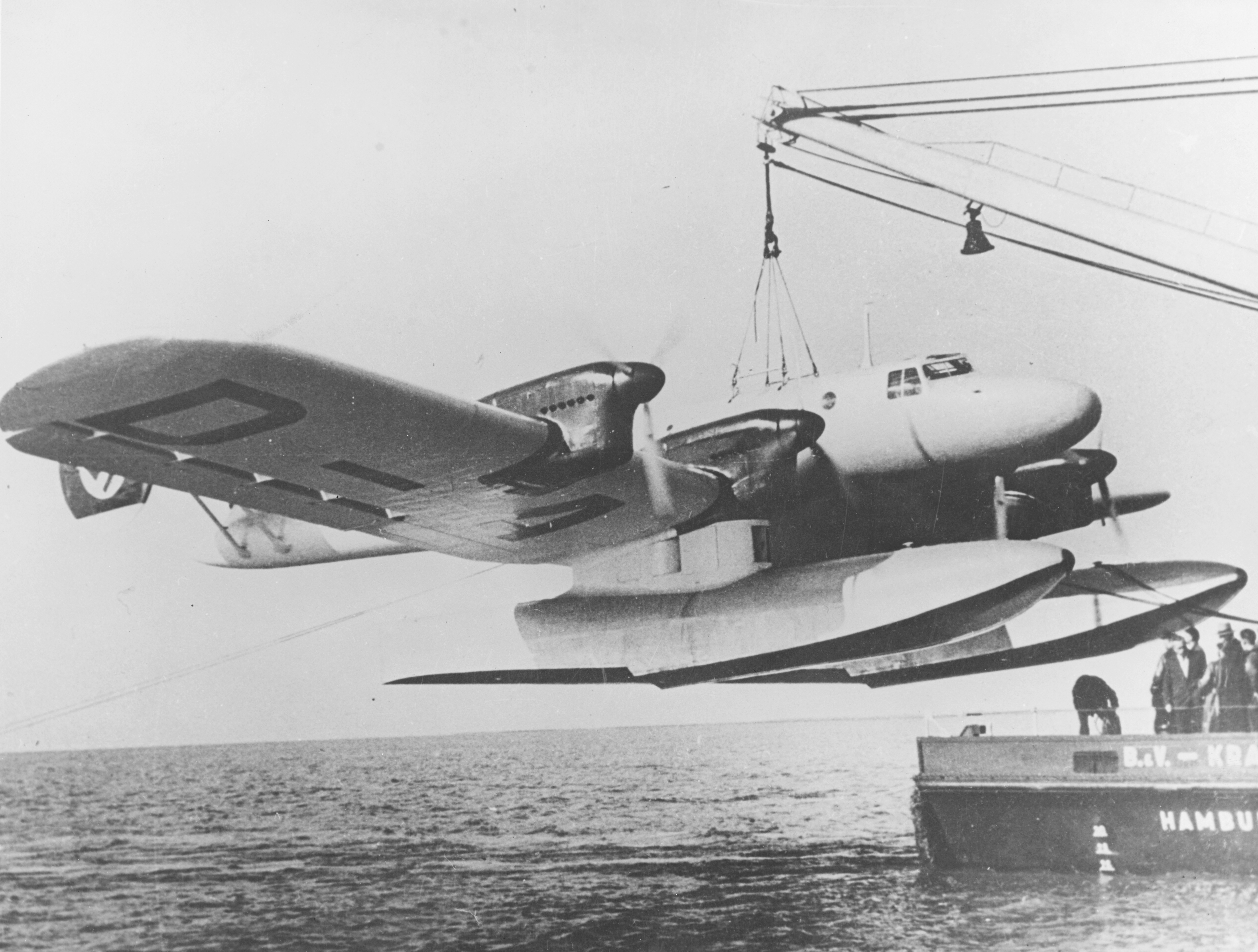
À quai.

En 1935, la Lufthansa émet un appel d'offres pour un avion postal à longue autonomie. L'appareil doit pouvoir parcourir 5 000 km avec une charge de courrier de 500 kg. Il doit s'agir d'un hydravion, et de plus, il doit pouvoir être catapulté d'un navire. Cette caractéristique, rare dans le monde de l'aviation civile, doit lui permettre (sous réserve d'une météo favorable) des étapes de ravitaillement en plein océan : il se pose sur l'eau, est hissé à bord d'un navire ravitailleur à l'aide d'une grue, puis, ravitaillé en carburant, est catapulté pour reprendre son trajet. Hamburger Flugzeugbau, division aéronautique du puissant groupe Blohm und Voss répond à cette requête. Il s'agit d'un constructeur très récent (créé en 1933) et qui n'a réalisé pour l'instant que deux petits avions, mais qui a recruté Richard Vogt, concepteur d'avion reconnu.

## Conception
Le Ha 139 est un avion extrêmement atypique. Il est très grand pour un hydravion à flotteurs (il sera cependant éclipsé par le CANT Z.511), est catapultable, et possède une voilure en W. De plus, il possède quatre moteurs diesel, chose très rare dans l'aviation, choisis ici pour leur consommation plus faible, et pour l'avantage du gasoil (moins volatil que l'essence) en matière de sécurité. Ce sont des Junkers Jumo 205, à six cylindres et douze pistons (pistons opposés). Le prototype vole en octobre 1936.

## Carrière civile

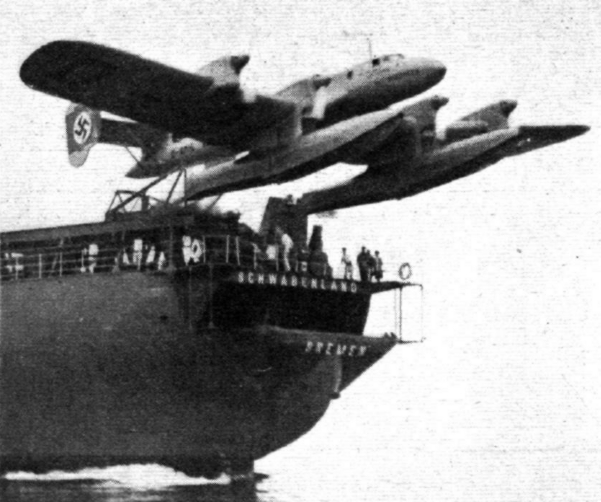
Catapultage depuis le Schwabenland.

Les trois avions construits sont utilisés par la Lufthansa pour le transport de courrier. Le premier (désigné V1, V signifiant Versuch) est livré en mars 1937 et porte le nom Nordmeer. Le deuxième est appelé Nordwind, et le troisième, doté d'une voilure un peu plus grande, Nordstern. Ils fonctionnent en jonction avec deux navires ravitailleurs et catapulteurs, appelés Friesenland et Schwabenland. Ils sont principalement utilisés sur l'Atlantique sud, pour une ligne vers le Brésil. 

## Carrière militaire
Ces avions sont réquisitionnés par la Luftwaffe. Ils sont dotés d’équipements supplémentaires et de mitrailleuses défensives, ce qui surcharge considérablement. Ils sont utilisés au début de la Seconde Guerre mondiale, sur le front norvégien, pour des missions de transport et de reconnaissance. Leurs moteurs diesel se révèlent peu adaptés au climat froid et posent des problèmes considérables. Nordstern est aussi utilisé pour le déminage, doté d'un électro-aimant de grande puissance pour actionner les mines marines. Leur carrière militaire semble avoir été courte, leur devenir précis est inconnu.